# Kurt Salamun

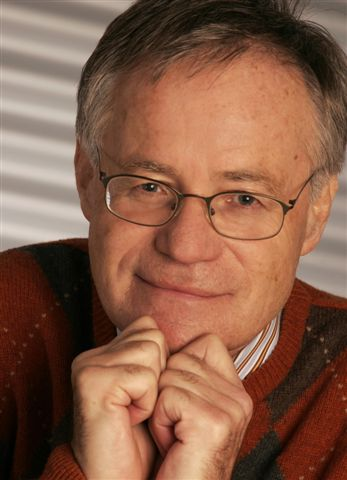
Kurt Salamun

Kurt Salamun (* 14. Juli 1940 in Leoben, Steiermark) ist ein österreichischer Philosoph.

## Leben
Kurt Salamun studierte Philosophie, Psychologie, Germanistik und Anglistik an der Universität Graz. 1965 promovierte er zum Dr. phil. 1973 habilitierte er sich mit einer Arbeit über Aspekte des Ideologieproblems für Philosophie mit besonderer Berücksichtigung der Philosophie der Politik und Ideologiekritik bei Ernst Topitsch.
Salamun wurde 1975 Extraordinarius am Institut für Philosophie der Universität Graz. Er war von 1999 bis 2001 stellvertretender Institutsleiter und von 2001 bis 2005 Institutsleiter. Seit 1. Oktober 2005 befindet er sich im Ruhestand.
Als Universitätsprofessor hielt er Vorlesungen an den Universitäten Innsbruck und Klagenfurt, der Montanuniversität Leoben, dem Inter University Center of Postgraduate Studies in Dubrovnik. Zudem wirkte er als Gastprofessor an der German Summer School der University of New Mexico (1970), der Universität Linz (1992) und der Europa-Universität Viadrina in Frankfurt/Oder (1999).
Er ist u. a. Mitglied des wissenschaftlichen Beirats der Zeitschrift Totalitarismus und Demokratie.

## Forschungsschwerpunkte
- Sozialphilosophie
- Philosophie der Politik
- Philosophische Anthropologie
- Geschichte der Philosophie des 19. und 20. Jahrhunderts

## Weitere Tätigkeiten
- Gründer und Präsident der Österreichischen Karl-Jaspers-Gesellschaft
- Vizepräsident der Österreichischen Karl-Popper-Forschungsgemeinschaft
- Mitglied des Stiftungsrates der Karl-Jaspers-Stiftung, Basel/Heidelberg

Salamun ist Begründer der Schriftenreihe zur Philosophie Karl R. Poppers und des Kritischen Rationalismus und Mitherausgeber des Jahrbuchs der Österreichischen Karl-Jaspers-Gesellschaft.

## Publikationen
Monographien
- Das „eigentliche Selbstsein“ in der „Kommunikation“ bei Karl Jaspers. Graz, 1965 (Dissertation).
- Aspekte des Ideologieproblems (Habilitation), publiziert unter dem Titel Ideologie, Wissenschaft, Politik. Sozialphilosophische Studien. Styria, Graz 1975.
- Ideologie: Versuch einer Begriffsklärung. Leibnitz: Retzhof Schriften, 1968.
- Mit Ernst Topitsch: Ideologie: Herrschaft des Vor-Urteils. Langen Müller, München 1972.
- Karl Jaspers. München: Beck, 1985 (Ausgabe in Spanisch 1987, in Japanisch 1993, in Koreanisch 1994). 2., erweiterte Auflage. Königshausen&Neumann, München 2006 (Ausgabe in Koreanisch 2011).
- Ideologie und Aufklärung. Weltanschauungstheorie und Politik. Böhlau, Wien/Köln/Graz 1988.
- Vernunft und Kritik. Gesammelte Vorträge und Aufsätze. (Zweisprachige Ausgabe: Koreanisch–Deutsch). Dong A University Press, Busan/Südkorea 2000.
- Wie soll der Mensch sein? Philosophische Ideale vom „wahren“ Menschen von Karl Marx bis Karl Popper (= UTB. 3669). Tübingen: Mohr Siebeck, 2012, ISBN 978-3-8252-3669-4.
- Ein Jahrhundertdenker. Karl R. Popper und die offene Gesellschaft. Molden, Wien 2018, ISBN 3-222-15019-2.
- Karl Jaspers. Arzt, Psychologe, Philosoph, politischer Denker. Metzler, Berlin 2019, ISBN 978-3-476-04997-1.

als Herausgeber
- Sozialphilosophie als Aufklärung. Festschrift für Ernst Topitsch. Tübingen: J.C.B. Mohr (Paul Siebeck), 1979.
- Was ist Philosophie? Neuere Texte zu ihrem Selbstverständnis. Tübingen J.C.B. Mohr (Paul Siebeck), 1980. 5., erweiterte Auflage 2009 (UTB 1000).
- Friedens- und Konfliktforschung aus der Sicht verschiedener Wissenschaftsdisziplinen. Wien: Literas, 1983.
- mit J. Marko: Bedingungen eines konstruktiven Friedensbegriffs. Graz: Edition ÖH., 1983 (broschürt).
- Karl R. Popper und die Philosophie des Kritischen Rationalismus. Amsterdam: Rodopi, 1989.
- Aufklärungsperspektiven. Weltanschauungsanalyse und Ideologiekritik. Tübingen: J.C.B. Mohr (Paul Siebeck), 1989.
- Moral und Politik aus der Sicht des Kritischen Rationalismus. Amsterdam/Atlanta: Rodopi, 1991.
- Karl Jaspers: Zur Aktualität seines Denkens. München/Zürich: Piper, 1991.
- Ideologien und Ideologiekritik. Ideologietheoretische Reflexionen. Darmstadt: Wissenschaftliche Buchgesellschaft, 1992.
- mit Hans Albert: Mensch und Gesellschaft aus der Sicht des Kritischen Rationalismus. Amsterdam/Atlanta: Rodopi, 1993.
- Philosophie – Erziehung – Universität. Studien zur Erziehungs- und Bildungsphilosophie von Karl Jaspers. Frankfurt: Peter Lang, 1995.
- Geistige Tendenzen der Zeit. Perspektiven der Weltanschauungstheorie und Kulturphilosophie. Frankfurt: Peter Lang, 1996.
- mit Reinhard Neck: Karl R. Popper – Plädoyer für kritisch-rationale Wissenschaft. Frankfurt/Berlin/New York: Peter Lang, 2004.
- Fundamentalismus „interdisziplinär“. Wien: Lit, 2005.
- mit Gregory J. Walters: Karl Jaspers’s Philosophy: Expositions and Interpretations. Amherst/New York: Humanity Press (Prometheus Books), 2008.